# Squeezebox
Unter dem Namen Squeezebox wurden bis 2012 eine Reihe von Netzwerk-Musikplayern der Firma Logitech vertrieben. Ursprünglich entwickelt wurden die Player bei der Firma SlimDevices, welche dann durch Logitech übernommen wurde.

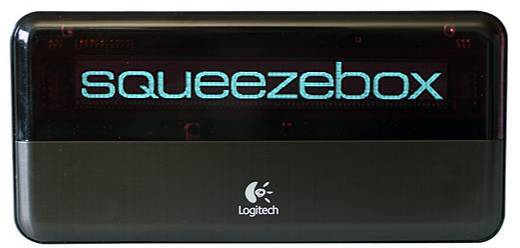
Squeezebox v3

Ab der Version 3 können unter anderem auch eine Reihe von populären Musikdienstleistern wie Pandora, Slacker (Musikdienst), Napster, SomaFM, Mediafly, Live365, Rhapsody, Last.fm, Spotify, Deezer und Sirius genutzt werden.
Sowohl die Serversoftware als auch große Teile der Firmware der Player sind unter Open-Source-Lizenz veröffentlicht und können vom Nutzer entsprechend erweitert werden.
Auch gibt es reine Software-Player, die auf Computern oder mobilen Endgeräten (Telefon oder Touchpad) Musik abspielen können.
Es bestehen zwei verschiedene Betriebsmodi der Box:
- In Verbindung mit einem von Logitech bereitgestellten Internetserver ohne einen im eigenen Netzwerk betriebenen Server  (nicht mehr möglich seit März 2024 auf Grund Abschaltung der Server durch Logitech)
- In Verbindung mit einem im Netzwerk auf einem PC oder NAS installierten Lyrion Music Server

## Squeezebox Versionen

### SliMP3 (2001)
Die erste Generation der Squeezebox benötigt einen Logitech Media Server zum Betrieb. Es wird nur das MP3-Format unterstützt. Andere Formate werden zur Laufzeit auf dem Logitech Media Server in MP3 konvertiert und an den Player übertragen. Die Netzwerkanbindung erfolgt via fester Ethernet-Verbindung.

### Squeezebox (November 2003)
Die zweite Generation des Players, auch SB1 genannt, benutzt das gleiche Display wie der SliMP3, wurde jedoch um einige Fähigkeiten erweitert:
- Wiedergabe unkomprimierter PCM-/WAV-/AIFF-Streams
- 802.11b WLAN
- Kopfhörerausgang
- Digitale SPDIF-, Cinch- und TOSLINK-Ausgänge

Er benötigt wie auch der SliMP3 einen eigenen Logitech Media Server zum Betrieb.

### Squeezebox2 (April 2005)
Die dritte Generation der Squeezebox unterstützt nun auch FLAC, WMA, Ogg hat ein erweitertes 320 × 32-Pixel-Display und 802.11g-WLAN-Unterstützung.

### Squeezebox Classic (SB3) (November 2005)
Die SB3 ist der Squeezebox2 hardwareseitig sehr ähnlich, ist aber in einem moderneren Gehäuse untergebracht und kommt mit einer neuen Fernbedienung.

### Transporter (September 2006)
Der Transporter ist ein auf Audiophile abgestimmtes Modell im 19"-Rackgehäuse. Im Vergleich zur Squeezebox Classic werden auch Sampleraten bis 96 kHz unterstützt, es kommt ein zweites erweitertes Display zum Einsatz und die Bedienung kann auch über ein Drehrad in der Mitte der Front (Transnav) erfolgen. Die Audiofähigkeiten wurden außerdem durch den Einsatz hochwertiger DA-Wandler aufgewertet. Für den professionellen Betrieb weist das Modell außerdem entsprechende AES/EBU- und XLR-Anschlüsse auf.

### Transporter SE
Der Transporter SE ist eine abgewandelte Version des Transporters ohne großes Bediendrehrad in der Mitte der Front. Die sonstigen Daten entsprechen dem Transporter.

### Squeezebox Duet (Januar 2008)
Die Squeezebox Duet führt ein neues Bedienkonzept mit einer abgesetzten intelligenten Fernbedienung ein – den Squeezebox Controller. Die Squeezebox selber, in dem Fall der Squeezebox Receiver, besitzt kein eigenes Display.
Über den Squeezebox Controller war ein komfortables Navigieren durch die Musiksammlung möglich. Auch besaß er eigene Wiedergabemöglichkeiten mit einem integrierten Kopfhöreranschluss. Der Squeezebox Receiver stellte als eigenständiges Gerät den Anschluss zur Stereoanlage sicher. Er kann auch alleine betrieben werden und etwa über den Logitech Media Server gesteuert werden.
Inzwischen ist der Squeezebox Controller durch die Einführung von Smartphoneapps, die dessen Aufgabe übernehmen können, obsolet und die Produktion der Duet wurde eingestellt.

### Squeezebox Boom (August 2008)
Die Squeezebox Boom erweitert die Squeezeboxreihe um ein mit eigenen Stereolautsprechern bestücktes Modell. Es beinhaltet einen DSP und einen hochwertigen digitalen Verstärker.

### Squeezebox Radio (September 2009)
Das Squeezebox Radio entspricht der Mono-Konfiguration der Squeezebox Boom mit einem kleinen 2,4"-Farbdisplay. Für das Squeezebox Radio ist ein Zubehörkit erhältlich, welches eine Fernbedienung und einen Akkupack enthält, mit dem es auch ohne Netzanschluss betrieben werden kann. Das nachfolgende Gerät wurde mit geänderter Firmware und integriertem Akkupack 2012 unter dem Namen UE Smart Radio vorgestellt.

### Squeezebox Touch (April 2010)
Die Squeezebox Touch ist der funktionelle Nachfolger der Squeezebox 3.
Erweiterte Fähigkeiten gegenüber der Squeezebox 3 sind unter anderem:
- 4,3"-Farb-Touchscreen
- Möglichkeit des Abspielens direkt von einer Speicherkarte oder USB-Festplatte. Die Squeezebox Touch fungiert damit als eigener Server[5]
- Unterstützung von Audio-Sampleraten bis 96 kHz

## Squeezebox Software Player

### SoftSqueeze
SoftSqueeze ist ein Software-Player, der in Java programmiert wurde und damit auf jedem Rechner läuft. Somit ist dieser Player eine Ergänzung zu den Hardware-Playern.

### SqueezePlay
SqueezePlay ist die Desktop-Version der Squeezebox-Controller-Software. Es liefert den Audio-Player mit ähnlichem Look & Feel wie das Squeezebox User Interface. SqueezePlay läuft auf Mac, Windows and Linux. Es ist der Nachfolger von SoftSqueeze und basiert auf der SqueezeOS-Software-Plattform.

### SqueezePlayer (Android)
SqueezePlayer ist ein Squeezebox-Software-Player für das Android-Betriebssystem.

### Squeezecast (iOS)
Squeezecast ist ein Squeezebox-Software-Player für das Apple-iOS-Betriebssystem.

## Kritik / Weiterentwicklung
Die Squeezebox-Reihe wird vielfach wegen ihrer fehlenden nativen UPNP/DLNA-Unterstützung kritisiert (ein laufender Logitech Media Server im Netzwerk kann diese jedoch über den Umweg des Servers bereitstellen). Besonders positiv fallen dagegen die Squeezeboxen aufgrund ihrer guten Audioqualität und des quelloffenen Systems, welches durch zahlreiche Software-Plugins erweitert werden kann, auf. Nach der Produktionseinstellung der Original Squeezebox-Hardware wird die Software durch eine aktive Community weiterhin gepflegt und ist für Microsoft Windows, Debian und Mac OS X, sowie für den Raspberry Pi und verschiedene NAS-Hardware kostenlos verfügbar. Während im Zuge der Aufgabe der Firmwareentwicklung durch Logitech mehrere Jahre lang keine Fortentwicklung der Firmware erfolgt war, hat die Fortentwicklung der Firmware zwischenzeitlich die Community übernommen und seit Dezember 2020 werden in regelmäßigen Abständen Firmware-Updates für den Squeezebox Controller, das Squeezebox Radio und die Squeezebox Touch veröffentlicht. Die fehlende Verfügbarkeit neuer Original-Hardware wird durch Software-Player kompensiert, verbreitet ist insbesondere die Nutzung eines Raspberry Pi als Squeezebox-Client. Daneben gibt es seit 2021 auch wieder eine Produktion von Squeezebox kompatibler Hardware auf Basis von ESP32-Controllerboards.
Logitech kündigte im Januar 2024 an, die von ihnen betriebenen Server im Februar 2024 abzuschalten., was im März 2024 umgesetzt wurde. Der Betrieb einer Squeezebox erfordert nun den Betrieb eines eigenen Servers, wozu jedoch bereits ein Raspberry Pi ausreicht. Die im Zuge der Abschaltung der Logitech-Server weggefallene Unterstützung für die Musikdienste Tidal, Pandora und Deezer wurde von freien Entwicklergemeinschaft innerhalb von wenigen Wochen durch die Veröffentlichung kostenfreier, nicht auf die von Logitech betriebenen Server angewiesener Server-Plugins für die genannten Musikdienste wieder hergestellt. Gleichzeitig wurde auf Grundlage einer Abstimmung innerhalb der Community nach dem Wegfall der Unterstützung durch Logitech die Serversoftware Logitech Media Server unter Beibehaltung des Akronyms LMS in Lyrion Music Server umbenannt.

## Hardwarevergleich
| [ 11 ]             | SliMP3                                        | Squeezebox                                                                    | Squeezebox2                                                                                | Squeezebox Classic                                                         | Transporter                                                           | Squeezebox Duet (Receiver)                               | Squeezebox Boom                                            | Squeezebox Radio                                 | Squeezebox Touch                                                  |
| CPU                | Microchip PIC16F877 microcontroller           | Ubicom IP2K, 120 MHz                                                          | Ubicom IP3K, 250 MHz                                                                       | wie Squeezebox2                                                            | IP3K, 325 MHz                                                         | wie Squeezebox2                                          | wie Squeezebox2                                            | Freescale i.MX25 400 MHz ARM926EJ                | Freescale i.MX35 533 MHz ARM11                                    |
| DAC                | Crystal CS4334, 16 bit 44 kHz                 | Micronas MAS3539, 44,1 und 48 kHz                                             | Burr-Brown PCM1748E, 24 bit 44,1 und 48 kHz                                                | wie Squeezebox 2                                                           | AKM4396, 44,1 kHz, 48 kHz und 96 kHz                                  | Wolfson 24 bit WM8501, 44,1 kHz und 48 kHz               | Texas Instruments TAS3204 & Wolfson WM8501                 | Texas Instruments TLV320AIC3104                  | AKM4420, 44,1 kHz, 48 kHz und 96 kHz                              |
| Display            | Noritake 40 × 2-Zeichen-VFD                   | Noritake 40 × 2-Zeichen-VFD oder 280 × 16-Pixel-VFD                           | 320 × 32 Pixel-VFD                                                                         | wie Squeezebox2                                                            | duale 320 × 32-Pixel-VFD                                              | ---                                                      | 160 × 32-Pixel-VFD                                         | 2,4"-Color-LCD, 24 bpp, 240 × 320 Pixel          | 4,3"-Color-LCD-Touchscreen, 24 bpp, 480 × 272 Pixel               |
| WLAN               | ---                                           | 802.11b, externe Antenne; nur WEP (kein WPA)                                  | 802.11g; WPA-, WPA2-AES- und 64-/128-bit-WEP-Verschlüsselung, interne und externe Antennen | wie Squeezebox2, aber mit zwei internen Antennen                           | wie Squeezebox2, aber mit zwei externen Antennen                      | wie Squeezebox Classic                                   | wie Squeezebox Classic                                     | wie Squeezebox Classic                           | wie Squeezebox Classic                                            |
| Anschlüsse         | Stereo-Cinch analog, 10-Base-T-Ethernet RJ 45 | Stereo-Cinch analog, 10-Base-T-Ethernet RJ 45, Kopfhörer 3,5 mm SPDIF:TOSLINK | SPDIF:Cinch+TOSLINK, Stereo-Cinch analog, Ethernet RJ 45, Kopfhörer 3,5 mm                 | SPDIF:Cinch+TOSLINK, Stereo-Cinch analog, Ethernet RJ 45, Kopfhörer 3,5 mm | RS-232, XLR, SPDIF:Cinch+TOSLINK Ein + Ausgang, AES/EBU Ein + Ausgang | SPDIF:Cinch+TOSLINK, Stereo-Cinch analog, Ethernet RJ 45 | Ethernet RJ 45, Line-In 3,5 mm, Kopfhörer/Subwoofer 3,5 mm | Kopfhörer 3,5 mm, Line-In 3,5 mm, Ethernet RJ 45 | USB, SD, Ethernet RJ 45, SPDIF:Cinch+TOSLINK, Stereo-Cinch-analog |
| analoge Audiodaten |                                               |                                                                               |                                                                                            | Klirrfaktor: 0,002 %, Rauschabstand: 100 db                                | Dynamikumfang: 120 db, Klirrfaktor: 0,00005 %, Rauschabstand: 106 db  | Rauschabstand: 90 db                                     |                                                            | Dynamikumfang: 91,7 db(A), Klirrfaktor: 0,01 %   | Dynamikumfang: 97,9 db(A), Klirrfaktor: 0,001 %                   |